# Santa María (schip, 1482)

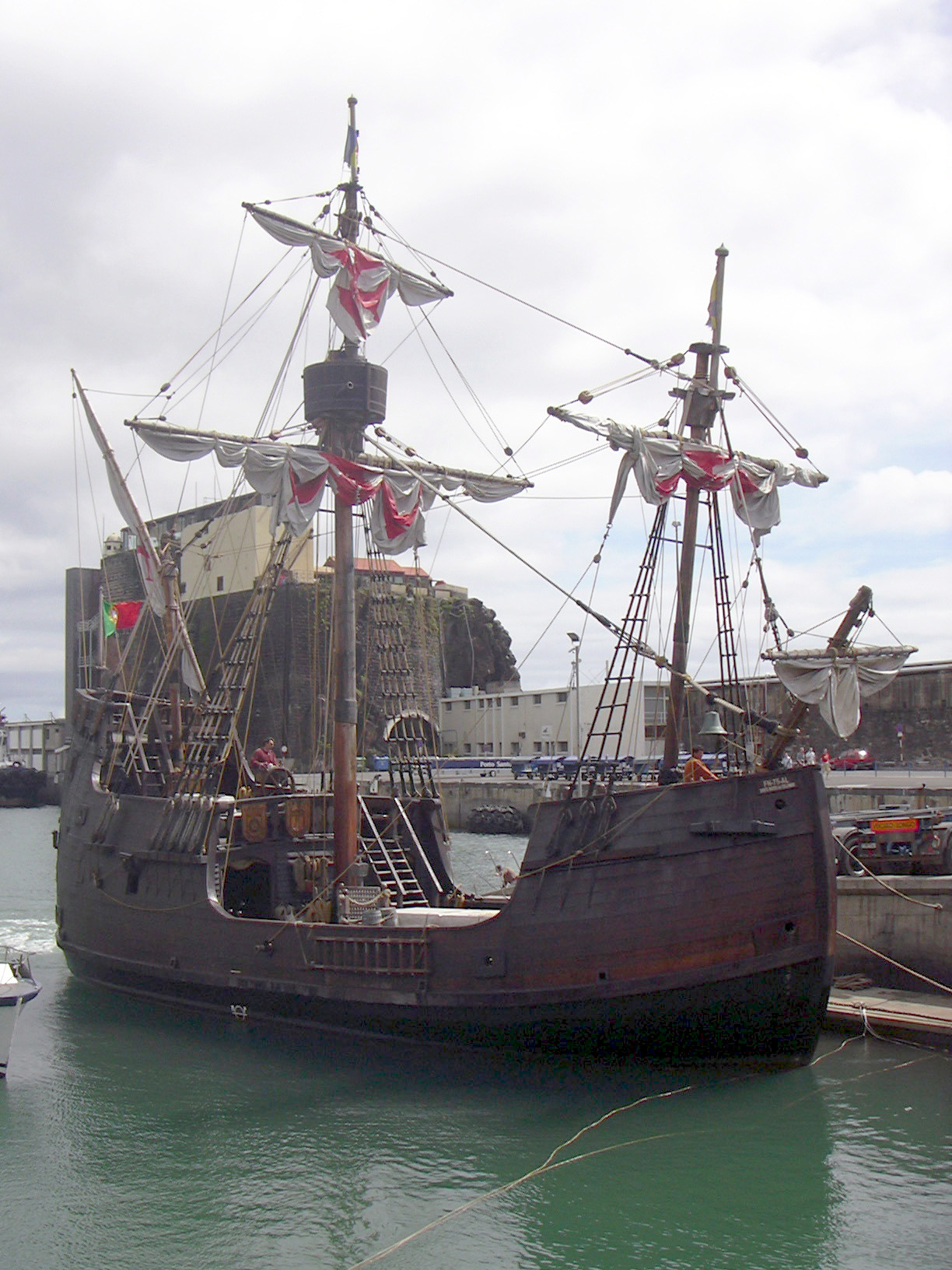
Replica van de Santa María

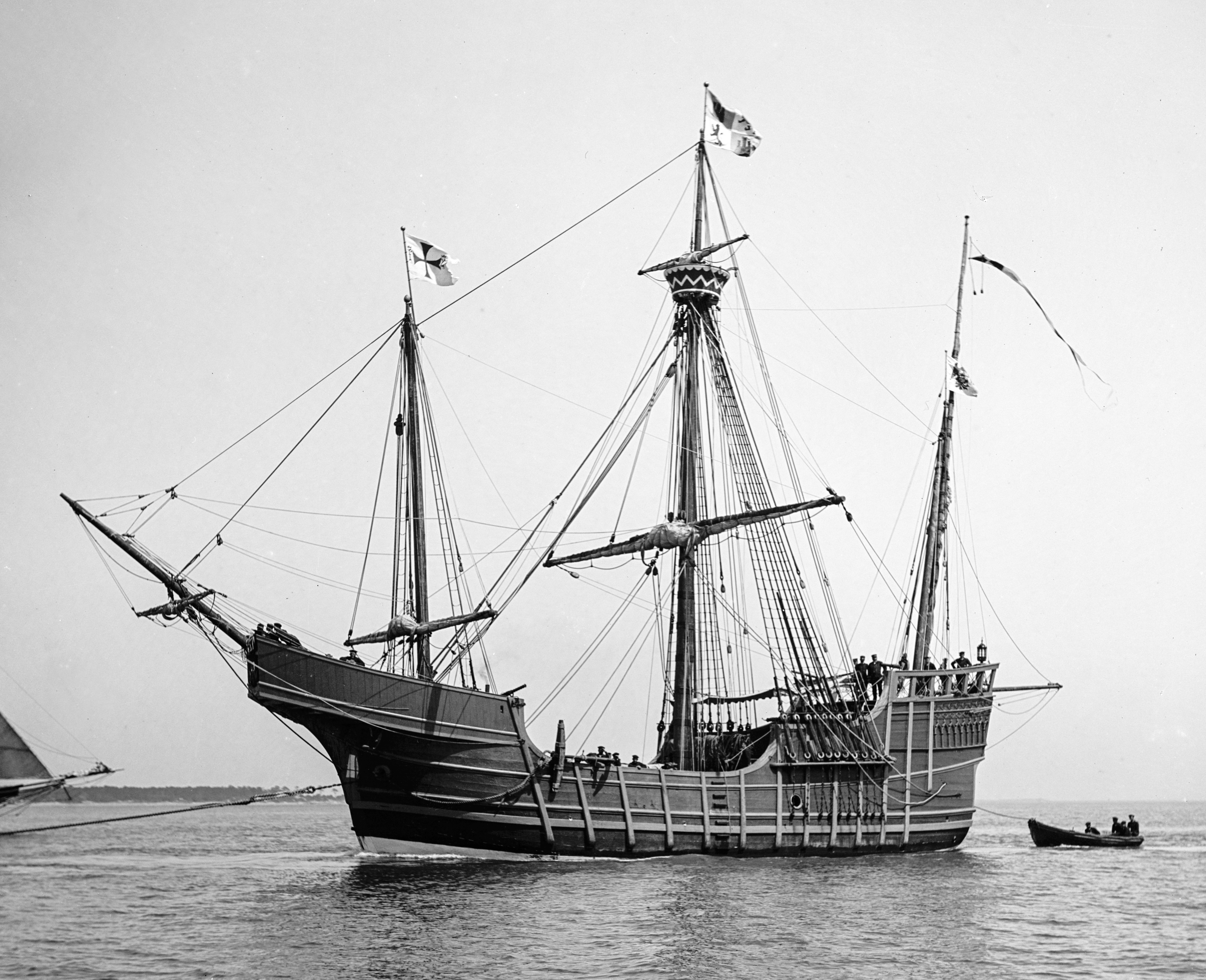
Een replica van de Santa María uit de 19e eeuw

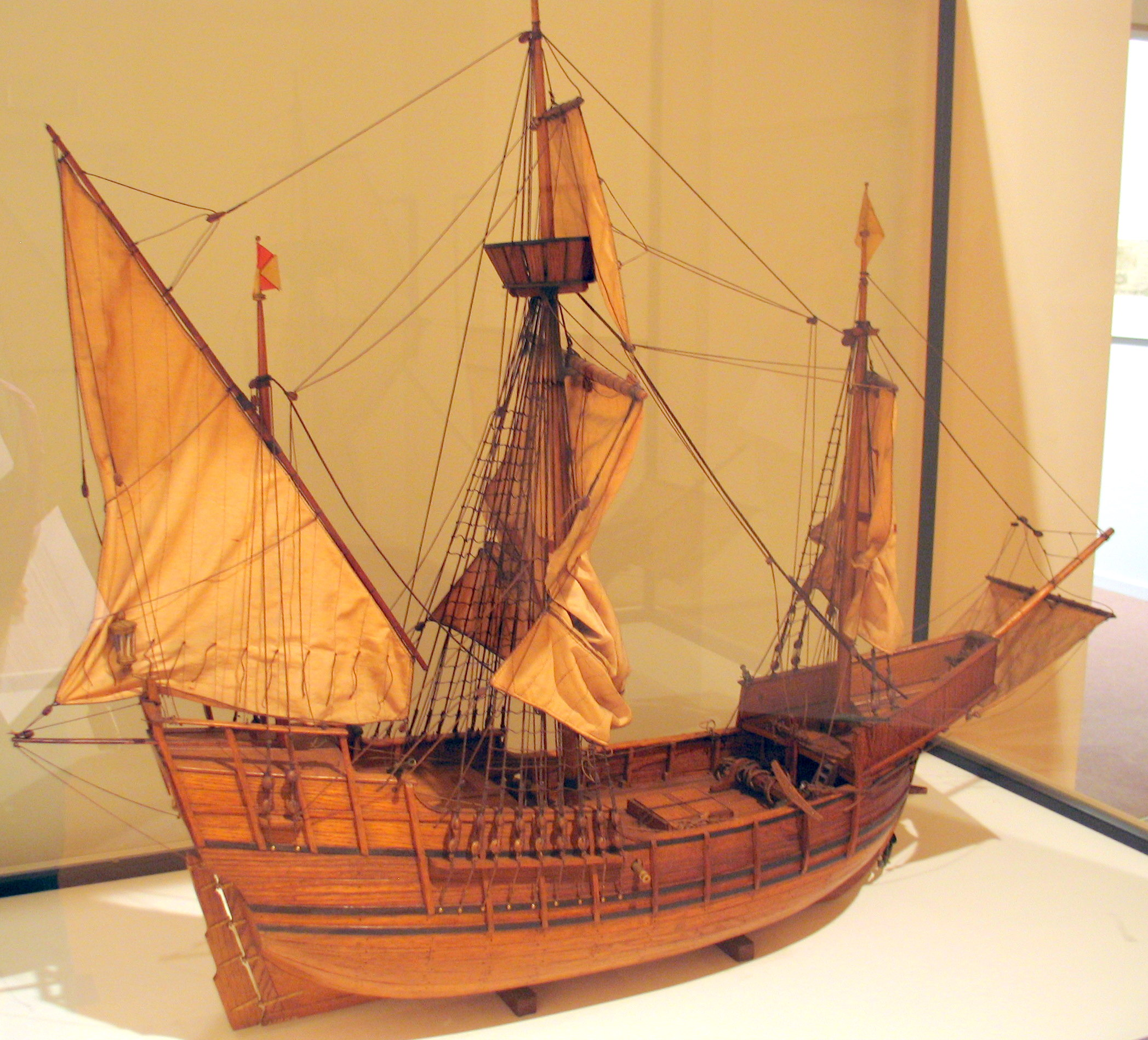
Maquette van de Santa María in het Mercatormuseum te Sint-Niklaas

De Santa María was het vlaggenschip en bevoorradingsschip van Christoffel Columbus, die in 1492 Amerika ontdekte.
Het schip van Columbus heette oorspronkelijk María Galante, maar aangezien dit ook een synoniem voor prostituee was, werd besloten de naam te veranderen.
Op 24 december 1492 leed de Santa María schipbreuk voor de kust van Quisqueya, later Hispaniola genoemd.

## De indeling
De Santa María was volgens veel mensen een karveel, maar in feite was het een voorloper van de kraak. Het had een vierkant razeil aan de grote mast en aan de fokkenmast en een driehoekig latijnzeil aan de bezaansmast en misschien nog een aan een bonaventuramast. Het voer in een kleine vloot met twee karvelen, de Niña en de Pinta. Beide hadden op de heenweg van Spanje naar Amerika drie latijnzeilen, maar nadat de Santa María voor Hispaniola was vergaan, werd de Niña vlaggenschip en kreeg het hetzelfde tuigage als de Santa María had gehad. Met de wrakstukken van de Santa María werd de nederzetting La Navidad gesticht.
Het schip was oorspronkelijk gebouwd door de inwoners van de havenstad Palos de la Frontera als boete voor een eerder begane overtreding. Columbus beklaagde zich er regelmatig over dat de inwoners van Palos hun werk niet goed hadden gedaan.
De Santa María bestond uit een ruim, met daarbovenop een voorkasteel en een groter achterkasteel waarop weer een kleiner topkasteel was geplaatst.
In het kleine voorkasteel waren waarschijnlijk een aantal slaapplaatsen voor de bemanning van ruim 40 mannen en scheepsjongens. Toch hadden lang niet alle bemanningsleden een slaapplaats en velen sliepen in de open lucht. Op de Niña en de Pinta waren zelfs helemaal geen overdekte slaapplaatsen. Ook daar moest iedereen maar ergens een plekje zoeken.
In het achterkasteel waren ook enkele slaapplaatsen. Die moesten echter plaats maken voor de helmstok, waarmee het roer werd bestuurd, bovendien voor het hok met de dieren. Er waren namelijk een aantal kippen en andere soorten pluimvee aan boord voor de eieren, minstens een koe en twee geiten voor de melk en voor het vlees. De varkens waren enkel voor het vlees. Die dieren werden allemaal in een hok gehouden. Het schip kon tussen 120 en 130 ton lading vervoeren.
In het topkasteel zat de kajuit, de werk- en misschien ook slaapkamer van de schipper (of in dit geval de admiraal, Columbus zelf), ook gebruikt als vergaderzaal van de scheepsraad: de admiraal, de opper- en de onderstuurman, en de bootsman. De Santa María is nagebouwd en deze replica bevat een heel museum. Hij ligt in de haven van Funchal, de hoofdstad van het Portugese eiland Madeira.

## Bewapening
De Santa María was bewapend, maar over het precieze aantal kanonnen is niets bekend. In het scheepsverslag staat dat een lombarda (een kanon van klein kaliber) en een espingarda werden afgeschoten aan boord. De grote mast had een kraaiennest waarin schutters konden plaatsnemen.

## Vergelijking
Om een goed beeld te vormen van het schip, hierbij een vergelijking met de andere schepen van de vloot en met latere schepen: VOC-schip Batavia (1628) en de bark Kruzenstern (1926), het laatste zeilende vrachtschip dat is gebouwd.
- De Santa María had een boeglengte van 19 meter en een maximale lengte van 23 à 24 meter, een breedte van 6,9 à 8 meter, een diepgang van 4,5 meter, een gewicht van 102 ton en een grote mast van 23 meter. Hij had waarschijnlijk drie razeilen en één latijnzeil.
- De Niña en de Pinta hadden allebei een lengte van 15 meter, een breedte van 5 meter, een gewicht van 59 ton en een grote mast van 15 meter. Ze hadden beide drie latijnzeilen.
- De Batavia had een lengte van 55 meter, een breedte van 10 meter, een gewicht van 650 ton en een grote mast van 54 meter. Hij had tien razeilen.
- De Kruzenstern heeft een lengte van 114,5 meter, een breedte van 14 meter, een gewicht van 3064 ton en een grote mast van 55 meter. Het zeiloppervlak bedraagt 3631 m².